# Mesogenea persinuosella
Mesogenea persinuosella är en fjärilsart som beskrevs av Embrik Strand 1922. Mesogenea persinuosella ingår i släktet Mesogenea och familjen nattflyn. Inga underarter finns listade i Catalogue of Life.